# Drumree
Drumree (en irlandais, Droim an Rí, Hill of the King, colline du roi) est une zone habitée au sud du comté de Meath, en Irlande, au sud de Dunsany et environ 26 km du centre de Dublin. Les habitations les plus proches se trouvent au croisement de Dunsany.
Lord Dunsany a vécu à Dunsany Castle au nord, pendant la plus grande partie de sa vie. La gare de chemin de fer de Drumree fut la plus proche pour lui.

## Transports
- La gare de Drumree, sur la ligne Dublin–Navan, a ouvert le 29 août 1862, a fermé au trafic passagers le 27 janvier 1947, fermé au transport de marchandises le 12 juin 1961, et complètement fermé le 1er avril 1963[2].